# 砕氷船士ガリヤー
砕氷船士ガリヤー（さいひょうせんしガリヤー）は、北海道紋別市を拠点に活動しているご当地ヒーローである。

## 概要
紋別市在住の一般市民が「地域活性化」と「世界平和」をテーマとして、2017年にプロジェクトをスタートさせた。カニと、紋別の流氷観光用砕氷船であるガリンコ号IIをモチーフとしている。